# Лед Зепагейн
Led Zepagain (стилізоване під Led ZepAgain ) — американський хард-рок триб'ют-гурт, заснований у Вентурі, Каліфорнія .  Поточний гурт складається з вокаліста/гармоніста Свона Монтгомері (« Роберт Плант »), гітариста/мандолініста Ентоні Девіда Тіміакоса (« Джиммі Пейдж »), басиста/клавішника/мандолініста Дага Бейкера (« Джон Пол Джонс ») та барабанщика/перкусіоніста Скотта Брукса (« Джон Бонем »). Гурт був утворений у 1991 році та вважається одним із перших і найкращих триб'ют-гуртів Zeppelin у світі. 

## Дискографія
- Led Zepagain: A Tribute To Led Zeppelin (2005)
- Led Zepagain II:  A Tribute To Led Zeppelin (2007)
- Led Zepagain III: A Tribute To Led Zeppelin (2012)

Лейбл: Titan Music Inc, D/B/A Titan Tribute Media
- Led Zepagain: The Sound Remains the Same Vol. 1 (2015)
- Led Zepagain: The Sound Remains the Same Vol. 2 (2015)

Лейбл: Sony Music Entertainment Japan

## Зовнішні посилання
- Офіційний сайт